# Talève de Lord Howe
Porphyrio albus
Pour les articles homonymes, voir Howe.
Espèce
Statut de conservation UICN

 EX  : Éteint
La Talève de Lord Howe (Porphyrio albus) est une espèce disparue d'oiseau que l'on ne connaît que par deux peaux naturalisées, l'une à Vienne et l'autre à Liverpool, plusieurs illustrations et des os subfossiles. Elle était endémique à l'île Lord Howe. Bien que non rare, elle n'est découverte qu'en 1790. L'espèce, faisant l'objet d'une chasse intensive par les baleiniers et les marins, a probablement disparu au moment de la colonisation de l'île en 1834. L'oiseau est parfois considéré comme conspécifique avec la Talève sultane Porphyrio porphyrio, malgré des différences morphologiques.